# Synallaxis kollari
Synallaxis kollari е вид птица от семейство Furnariidae. Видът е критично застрашен от изчезване.

## Разпространение
Видът е разпространен в Бразилия и Гвиана.